# Климпуш Мирослав Дмитрович
Климпуш Мирослав Дмитрович (нар. 26 квітня 1945, Ясіня, УРСР) — український державний діяч, інженер, спортсмен.

## Життєпис
Климпуш Мирослав Дмитрович народився 26 квітня 1945 року у відомій на Закарпатті родині. Батько — Климпуш Дмитро Іванович, мати — Климпуш Єлизавета Дмитрівна.

### Освіта
- 1961 — закінчив Ясінську середню школу із золотою медаллю.
- 1970 — закінчив Київський автомобільно-дорожній інститут, групу «Мости і тунелі» (з відзнакою).

## Кар'єра
- 1970 — майстер, виконавець робіт у Київському мостобудівельному управлінні № 2 тресту «Укрмостобуд»;
- 1974—1976 — голова профспілкового комітету Київського мостобудівельного управління № 2 тресту «Укрмостобуд»;
- 1977—1985 — начальник Київського мостобудівельного управління № 2 тресту «Укрмостобуд» Міншляхбуду УРСР;
- 1985—1990 — начальник відділу мостів і штучних споруд, заступник начальника Управління експлуатації автомобільних доріг, завідувач сектором штучних споруд Управління автомобільних доріг Міншляхбуду УРСР;
- 1990—1993 — завідувач сектором штучних споруд Управління автомобільних доріг, заступник начальника Управління автомобільних доріг, завідувач сектором штучних споруд Українського державного концерну «Укршляхбуд»;
- 1993—1994 — головний інженер, перший заступник начальника Українського об'єднання державних підприємств по будівництву та експлуатаційному утриманню автомобільних доріг загального користування «Укравтодор» Міністерства транспорту України;
- 1994—1997 — заступник начальника, головний інженер Управління по розвитку, ремонту та утриманню автомобільних доріг, начальник Управління зовнішньоекономічної діяльності Української державної корпорації по будівництву, ремонту та утриманню автомобільних доріг «Укравтодор» Міністерства транспорту України;
- 1997—2000 — заступник голови Української державної корпорації по будівництву, ремонту та утриманню автомобільних доріг «Укравтодор» Міністерства транспорту України;
- 2000—2002 — перший заступник голови Української державної корпорації по будівництву, ремонту та утриманню автомобільних доріг «Укравтодор» Міністерства транспорту України;
- 2002—2006 — перший заступник Голови Державної служби автомобільних доріг України;
- 2009 — директор ДП «Українські дорожні інвестиції»

### Наукова кар'єра
- 2010 — Кандидат технічних наук, тема дисертації «Відновлення несущої здатності мостів»;
- Академік Транспортної академії України;

### Спортивна кар'єра
Багаторазовий чемпіон УРСР з гірськолижного та воднолижного спорту, входив до збірної команди СРСР. Майстер спорту СРСР.

## Відзнаки
- Орден «За заслуги» ІІІ ступеня.

## Особисте життя
Дружина — Климпуш Валентина Іванівна. Має двох синів — Юрій Климпуш та Роман Климпуш.